# الخروف شون
الخروف شون (بالإنجليزية: Shaun The Sheep) هو مسلسل كوميدي صامت بريطاني؛ يجمع بين المتعة والتشويق والمغامرات الشيِّقة والمثيرة والمضحكة، ويبث على بعض القنوات العربية مثل قناة إم بي سي 3 وتلفزيون ج، وهو عبارة عن حلقات مؤلفة من سبعة دقائق تقريبا ولكل حلقة مغامرات خاصة بها.

## قصة المسلسل
«شون» خروف مغامر يتسم بالذكاء والفطنة يقود القطيع إلى الكثير من المغامرات المثيرة والمضحكة، ويحول الوادي الذي يسوده السلام والهدوء إلى مرتع يملأه الهَرَجُ والمَرَجُ، ويسير هو ورفاقة في حلقة دائرية حول الكلب الذي يرافقهم دائما، ويحاول مساعدتهم في إخفاء ما يفعلونه بعيدًا عن الراعي، وفي كل ليلة يقدم «شون» ورفاقه مغامرة جديدة.
يتميز الخروف «شون» بقدر كبير من الذكاء والابتكار، ويقدم مع رفاقه في المزرعة مواقف كوميدية مضحكة، ومن الشخصيات التي تظهر بشكل مستمر في الحلقات الكلب «بيتزر» الذي تقع بينه وبين الخروف «شون» الكثير من المطاردات، بالرغم من ظهوره في بعض الأحيان وهو يحاول إخفاء الحقيقة عن الراعي والتستر على «شون» ورفاقه.

## الشخصيات
- الخروف شون: خروف ذكي ومغامر وفضولي يمتلك قدرًا كبيرًا من خفة الدم والمرح، وهو ما يجعل حلقات البرنامج مليئة بالمغامرات والمتعة والإثارة.
- الكلب بيتزر: كلب مشاكس يشترك في مغامرات الخروف شون، ومن الأشياء التي تميزه حبه للّعب، وعشقه لسماع الموسيقى.
- الراعي: صاحب المزرعة التي يعيش فيها شون ورفاقه، وهو يعتمد على كلبه «بيتزر» في مراقبتهم وإدراتهم.
- تشيرلي: هو خروف يأكل أي شيء وثقيل جدا، ويتسم بالخمول.
- تيمي: هو أصغر فرد في القطيع، وأحيانا يساعد شون والخراف في حل المشاكل وتجاوز العقبات.
- أم تيمي: هي أم تيمي وتخاف عليه كثيرا من الخطر.
- الخنازير الشقية: تقوم بالكثير من المشاكسات للخِراف، دائمًا يخسرون في مواجهة شون ورفاقه.
- القطيع: مجموعة من الخِرَاف التي تتمتع بقضاء النهار في أكل العشب، وما أن يدلَّها «شون» على فكرة ما، حتى تتبعه وتقوم معه بمغامرة مثيرة من مغامراتها المتواصلة، ولكن بعض الشخصيات في هذا القطيع تحب أن تظهر منفردة في بعض الحلقات مثل: «تشيرلي»، و«تيمي» ووالدته.

## وصلات خارجية
- صفحة شوان ذا شيب بقناة ام بي سي 3
- الخروف شون على موقع IMDb (الإنجليزية)
- الخروف شون على موقع ميتاكريتيك (الإنجليزية)
- الخروف شون على موقع روتن توميتوز (الإنجليزية)
- الخروف شون على موقع نتفليكس (الإنجليزية)
- الخروف شون على موقع كينوبويسك (الروسية)
- الخروف شون على موقع ألو سيني (الفرنسية)
- الخروف شون على موقع قاعدة بيانات الفيلم (الإنجليزية)